# Indy Lights 1995
De 1995 CART PPG/Firestone Indy Lights Kampioenschap was het tiende kampioenschap van de Indy Lights.

## Teams en Rijders
Alle teams reden met een Lola T93/20-chassis en met een 3.5 L Buick V6-motor.
| Team                           | Nr | Rijder             | Sponsor(s)                                              | Opmerkingen                                                                                               |
| ------------------------------ | -- | ------------------ | ------------------------------------------------------- | --- |
| Mark Weida Leading Edge Racing | 3  | Mark Hotchkis      | Skechers Sport Footwear / Top Dawg / Fountainhead Water | |
| Mark Weida Leading Edge Racing | 4  | Pedro Chaves       | Castrol of Portugal                                     | |
| Mark Weida Leading Edge Racing | 7  | Alex Padilla       | Team Sacramento                                         | Reed de eerste vier races                                                                                 |
| Mark Weida Leading Edge Racing | 38 | Alex Padilla       | SP Aviation                                             | Reed in Portland                                                                                          |
| Brian Stewart Racing           | 5  | Nick Firestone     | Firestone Vineyards / STP                               | |
| Brian Stewart Racing           | 9  | Affonso Giaffone   | STP                                                     | |
| Dick Simon Racing              | 6  | Diego Guzman       | Columbiana / Marlboro                                   | Reed de eerste negen races                                                                                |
| Dick Simon Racing              | 6  | Gianfranco Cane    | Herdez / Buffalo / Mexlube                              | Reed alleen de laatste race                                                                               |
| Dick Simon Racing              | 25 | David LaCroix      | Jet Lease                                               | Reed de eerste negen races                                                                                |
| Dick Simon Racing              | 25 | Chris Smith        | Earl's Performance                                      | Reed alleen de laatste race                                                                               |
| Bradley Motorsports            | 10 | Buzz Calkins       | Bradley Food Marts                                      | |
| TranAtlantic Racing            | 11 | Enrique Contreras  | Fimsa / Osaka / IXE / Quaker State                      | Reed in Miami, Long Beach, Detroit, Cleveland, Vancouver en Laguna Seca                                   |
| Team Medlin                    | 12 | Mike Borkowski     | Danbury Autopark / Spirit of CT                         | Reed in Pennsylvania, Milwaukee, Detroit, Portland, Toronto en Cleveland                                  |
| Team Medlin                    | 12 | David LaCroix      | Danbury Autopark                                        | Reed in Vancouver en Laguna Seca                                                                          |
| Team Medlin                    | 38 | Alex Padilla       | SP Aviation                                             | Reed in Vancouver en Laguna Seca                                                                          |
| Derrick Walker Racing          | 15 | Bob Reid           | Ingersoll-Rand                                          | |
| FRE Racing                     | 17 | Peter Faucetta jr. | Newport / Kodak                                         | |
| Summitt Motorsports            | 19 | Aaron Hsu          |                                                         | Reed alleen de laatste race                                                                               |
| Summitt Motorsports            | 20 | Doug Boyer         | Red Line Oil                                            | |
| Solare Motorsports             | 21 | Chris Simmons      | Sotare                                                  | Reed de eerste twee races                                                                                 |
| Solare Motorsports             | 21 | Zak Brown          | Laundry / Sotare                                        | Reed alleen in Laguna Seca                                                                                |
| Genoa Racing                   | 24 | Dave DeSilva       | STP / DeSilva Gates Construction                        | |
| Dorricott Racing               | 31 | Robbie Buhl        | Patrick Media / Copper Brass                            | |
| Dorricott Racing               | 32 | Bob Dorricott jr.  | Sunnyvale Valve / Comerica Bank                         | Reed niet in Phoenix                                                                                      |
| Forsythe Racing                | 33 | Claude Bourbonnais | Player's Ltd. Indeck                                    | Reed in Miami, Phoenix, Long Beach, Pennsylvania, New Hampshire, Vancouver en Laguna Seca                 |
| Forsythe Racing                | 33 | Bertrand Godin     | Player's Ltd. Indeck                                    | Reed in Detroit, Portland, Toronto en Cleveland                                                           |
| Forsythe Racing                | 33 | Trevor Seibert     | Player's Ltd. Indeck                                    | Reed alleen in Milwaukee                                                                                  |
| Forsythe Racing                | 95 | Trevor Seibert     | Microsoft Canada                                        | Reed in Vancouver en Laguna Seca                                                                          |
| Forsythe Racing                | 96 | Trevor Seibert     | Microsoft Canada                                        | Reed in Toronto, Cleveland en New Hampshire                                                               |
| Forsythe Racing                | 99 | Greg Moore         | Player's Ltd. Indeck                                    | |
| McCmormack Racing              | 34 | Harry Puterbaugh   | EPA Enterprises / CEM / SCP                             | Reed in Phoenix, Milwaukee, Portland en New Hampshire                                                     |
| McCmormack Racing              | 34 | Sohrab Amirsardari | EPA Enterprises / CEM                                   | Reed alleen in Toronto                                                                                    |
| McCmormack Racing              | 35 | Jose Luis DiPalma  | Y.P.F. / Marlboro                                       | Reed alleen in Miami                                                                                      |
| McCmormack Racing              | 35 | Davey Hamilton     |                                                         | Reed alleen in Phoenix                                                                                    |
| McCmormack Racing              | 35 | Akira Ishikawa     | Wissen Computer                                         | Reed alleen in Long Beach                                                                                 |
| McCmormack Racing              | 61 | Jack Miller        | Water Pik / Opalescence                                 | Reed de eerste tien races                                                                                 |
| McCmormack Racing              | 61 | Paul Dallenbach    | Water Pik / Opalescence                                 | Reed de laatste twee races                                                                                |
| McCmormack Racing              | 88 | Jose Luis DiPalma  | YPF / Marlboro                                          | Reed alleen in Portland                                                                                   |
| McCmormack Racing              | 89 | Jose Luis DiPalma  | YPF / Marlboro                                          | Reed in Detroit, Toronto, Cleveland, New Hampshire, Vancouver en Laguna Seca                              |
| Breezley Motorsports           | 38 | Beaux Barfield     | Fred Meyer / Shilo Inns                                 | Reed in Phoenix en Long Beach                                                                             |
| Arizona Motorsports            | 44 | Jeff Ward          | Primm Investment Co.                                    | Reed alleen niet in Vancouver                                                                             |
| K.O.T. Racing                  | 55 | Cam Binder         | Kenn Borek Air / Western Avionics                       | Reed in Miami, Portland, Toronto, Vancouver en Laguna Seca                                                |
| K.O.T. Racing                  | 55 | Rick Hill          | Club Med / American Express                             | Reed in Phoenix en Long Beach                                                                             |
| PacWest Lights                 | 88 | Niko Palhares      |                                                         | Reed de eerste vier races                                                                                 |
| PacWest Lights                 | 88 | Diego Guzman       | Columbiana                                              | Reed de laatste twee races                                                                                |
| PacWest Lights                 | 89 | David Donohue      |                                                         | Reed in Detroit, Toronto, Cleveland en New Hampshire                                                      |
| Qwik Cars                      | 89 | David Donohue      | Reed alleen in Long Beach                               | |
| Qwik Cars                      | 89 | J.C. Carbonell     | Mastercard / Gulf                                       | Reed de eerste twee races                                                                                 |
| Canaska Racing                 | 98 | Jeff Andretti      | Proctor & Gamble                                        | Reed in Miami, Phoenix, Long Beach, Pennsylvania, Milwaukee, Detroit, Toronto, Cleveland en New Hampshire |

## Races
| Race | Datum        | Circuit                        | Locatie        |
| ---- | ------------ | ------------------------------ | -------------- |
| 1    | 5 Maart      | Miami Bicentennial Park        | Homestead, FL  |
| 2    | 2 April      | Phoenix International Raceway  | Phoenix, AZ    |
| 3    | 9 April      | Long Beach street circuit      | Long Beach, CA |
| 4    | 23 April     | Nazareth Speedway              | Nazareth, PE   |
| 5    | 4 Juni       | Milwaukee Mile                 | West Allis, WI |
| 6    | 11 Juni      | Belle Isle Raceway             | Detroit, MI    |
| 7    | 25 Juni      | Portland International Raceway | Portland, OR   |
| 8    | 16 Juli      | Exhibition Place               | Toronto, ON    |
| 9    | 23 Juli      | Grand Prix of Cleveland        | Cleveland, OH  |
| 10   | 20 Augustus  | New Hampshire Motor Speedway   | Loudon, NH     |
| 11   | 3 September  | Molson Indy Vancouver          | Vancouver, BC  |
| 12   | 10 September | Laguna Seca Raceway            | Monterey, CA   |

## Race resultaten
| Race | Race naam    | Pole positie       | Snelste ronde | Meeste ronden aan de leiding | Winnende rijder | Winnende team                  |
| ---- | ------------ | ------------------ | ------------- | ---------------------------- | --------------- | ------------------------------ |
| 1    | Homestead    | Greg Moore         | ?             | Greg Moore                   | Greg Moore      | Forsythe Racing                |
| 2    | Phoenix      | Claude Bourbonnais | ?             | Alfonso Giaffone             | Greg Moore      | Forsythe Racing                |
| 3    | Long Beach   | Greg Moore         | ?             | Greg Moore                   | Greg Moore      | Forsythe Racing                |
| 4    | Pennsylvania | Bob Dorricott jr.  | ?             | Greg Moore                   | Greg Moore      | Forsythe Racing                |
| 5    | Milwaukee    | Robbie Buhl        | ?             | Greg Moore                   | Greg Moore      | Forsythe Racing                |
| 6    | Belle Isle   | Robbie Buhl        | ?             | Robbie Buhl                  | Robbie Buhl     | Dorricott Racing               |
| 7    | Portland     | Greg Moore         | ?             | Greg Moore                   | Greg Moore      | Forsythe Racing                |
| 8    | Toronto      | Greg Moore         | ?             | Greg Moore                   | Greg Moore      | Forsythe Racing                |
| 9    | Cleveland    | Greg Moore         | ?             | Greg Moore                   | Greg Moore      | Forsythe Racing                |
| 10   | Loudon       | Robbie Buhl        | ?             | Robbie Buhl                  | Greg Moore      | Forsythe Racing                |
| 11   | Vancouver    | Greg Moore         | ?             | Greg Moore                   | Pedro Chaves    | Mark Weida Leading Edge Racing |
| 12   | Monterey     | Greg Moore         | ?             | Greg Moore                   | Greg Moore      | Forsythe Racing                |

## Uitslagen
| Pos | Rijder             | MIA | PHX | LBH | NAZ | MIL | DET | POR | TOR | CLE | NHA | VAN | LS | Punten |
| --- | ------------------ | --- | --- | --- | --- | --- | --- | --- | --- | --- | --- | --- | -- | ------ |
| 1   | Greg Moore         | 1*  | 1   | 1*  | 1*  | 1*  | 2   | 1*  | 1*  | 1*  | 1   | 5*  | 1* | 242    |
| 2   | Robbie Buhl        | 4   | 2   | 2   | 3   | 4   | 1*  | 12  | 2   | 22  | 3*  | 3   | 21 | 140    |
| 3   | Alfonso Giaffone   | 8   | 5*  | 25  | 2   | 2   | 5   | 2   | 4   | 23  | 6   | 4   | 2  | 122    |
| 4   | Doug Boyer         | 5   | 4   | 22  | 5   | 9   | 8   | 8   | 3   | 3   | 9   | 2   | 3  | 108    |
| 5   | Pedro Chaves       | 3   | 14  | 5   | 9   | 10  | 21  | 6   | 19  | 2   | 4   | 1   | 4  | 99     |
| 6   | Buzz Calkins       | 9   | 3   | 16  | 4   | 3   | 7   | 5   | 8   | 5   | 17  | 11  | 13 | 77     |
| 7   | Mark Hotchkis      | 20  | 7   | 17  | 18  | 5   | 10  | 9   | 6   | 4   | 5   | 13  | 9  | 57     |
| 8   | Jeff Ward          | 2   | 12  | 7   | 7   | 6   | 3   | 14  | 18  | 11  | DNQ |     | 10 | 56     |
| 9   | Nick Firestone     | 10  | 11  | 12  | 19  | 15  | 4   | 3   | 23  | 10  | 10  | 9   | 5  | 52     |
| 10  | Dave DeSilva       | 21  | 16  | 3   | 15  | 7   | 11  | 16  | 9   | 9   | 11  | 12  | 23 | 33     |
| 11  | Alex Padilla       | 11  | 15  | 4   | 6   |     |     | 17  |     |     | DNS | 6   | 11 | 32     |
| 12  | Mike Borkowski     |     |     |     | 11  | 8   | 9   | 4   | 10  | 8   |     |     |    | 31     |
| 13  | Claude Bourbonnais | 7   | 22  | 15  | DNQ |     |     |     |     |     | 2   | 19  | 7  | 29     |
| 13  | Diego Guzman       | 22  | 21  | 18  | 8   | 13  | 6   | 19  | 22  | 7   |     | 8   | 8  | 29     |
| 15  | Jose Luis DiPalma  | 6   |     |     |     |     | 13  | 7   | 5   | 15  | 13  | 20  | 25 | 24     |
| 16  | Bertrand Godin     |     |     |     |     |     | 14  | 11  | 7   | 6   |     |     |    | 16     |
| 16  | Trevor Seibert     |     |     |     |     | DNS |     |     | 20  | 18  | 8   | 10  | 6  | 16     |
| 18  | Bob Reid           | 16  | 19  | 6   | 14  | 14  | 16  | 13  | 14  | 13  | 14  | 7   | 12 | 15     |
| 19  | Jeff Andretti      | 15  | DNS | 20  | 10  | 19  | 12  |     | 11  | 20  | 7   |     |    | 12     |
| 20  | Niko Palhares      | 12  | 6   | 24  | 13  |     |     |     |     |     |     |     |    | 9      |
| 21  | Peter Faucetta jr. | 23  | 20  | 9   | 16  | 12  | 15  | 18  | 12  | 12  | 12  | 17  | 19 | 8      |
| 22  | David LaCroix      | DNS | 10  | 14  | 12  | 18  | 20  | 10  | 24  | 21  |     | 15  | 18 | 7      |
| 23  | Beaux Barfield     |     | 8   | 19  |     |     |     |     |     |     |     |     |    | 5      |
| 23  | Enrique Contreras  | 13  |     | 8   |     |     | 22  |     |     | 14  |     | 18  | 26 | 5      |
| 25  | J.C. Carbonell     | 19  | 9   |     |     |     |     |     |     |     |     |     |    | 4      |
| 26  | Akira Ishikawa     |     |     | 10  |     |     |     |     |     |     |     |     |    | 3      |
| 26  | Bob Dorricott jr.  | 24  |     | 21  | 17  | 11  | 17  | 21  | 13  | 16  | DNS | 16  | 20 | 3      |
| 28  | David Donohue      |     |     | 11  | DNQ |     | 18  |     | 16  | 19  | 15  |     |    | 2      |
| 29  | Chris Simmons      | 14  | DNS |     |     |     |     |     |     |     |     |     |    | 0      |
| 29  | Harry Puterbaugh   |     | 17  |     |     | 16  | 15  |     |     | 16  |     |     |    | 0      |
| 29  | Jack Miller        | 18  | 13  | 23  | 20  | 17  | 19  | 20  | 15  | 17  | DNS |     |    | 0      |
| 29  | Aaron Hsu          |     |     |     |     |     |     |     |     |     |     |     | 24 | 0      |
| 29  | Rick Hill          |     | 18  | 13  |     |     |     |     |     |     |     |     |    | 0      |
| 29  | Paul Dallenbach    |     |     |     |     |     |     |     |     |     |     | 14  | 16 | 0      |
| 29  | Gianfranco Cane    |     |     |     |     |     |     |     |     |     |     |     | 14 | 0      |
| 29  | Zak Brown          |     |     |     |     |     |     |     |     |     |     |     | 17 | 0      |
| 29  | Cam Binder         | 17  |     |     |     |     |     |     | 22  | 21  |     | 21  | 22 | 0      |
| 29  | Sohrab Amirsardari |     |     |     |     |     |     |     | 17  |     |     |     |    | 0      |
| 29  | Chris Smith        |     |     |     |     |     |     |     |     |     |     |     | 15 | 0      |
| Pos | Rijder             | MIA | PHX | LBH | NAZ | MIL | DET | POR | TOR | CLE | NHA | VAN | LS | Punten |

| Kleur       | Resultaat                       |
| ----------- | ------------------------------- |
| Goud        | Winnaar                         |
| Zilver      | 2de plaats                      |
| Brons       | 3de plaats                      |
| Groen       | 4de en 5de plaats               |
| Lichtblauw  | 6de–10de plaats                 |
| Donkerblauw | Gefinisht (buiten de Top 10)    |
| Paars       | Niet gefinisht                  |
| Rood        | Niet gekwalificeerd (DNQ)       |
| Bruin       | Teruggetrokken (Wth)            |
| Zwart       | Gediskwalificeerd (DSQ)         |
| Wit         | Niet Gestart (DNS)              |
| Blank       | Nam geen deel aan de race (DNP) |
| Blank       | Niet geracet                    |

| Toegevoegde info    |                                                      |
| vet                 | Pole positie (1 punt)                                |
| cursief             | Snelste ronde                                        |
| *                   | Meeste ronden aan de leiding (2 punten)              |
| 1                   | Kwalificatie geannuleerd geen bonuspunten uitgedeeld |
| Rookie van het Jaar |                                                      |
| Rookie              |                                                      |

| Kleur       | Resultaat                       |
| ----------- | ------------------------------- |
| Goud        | Winnaar                         |
| Zilver      | 2de plaats                      |
| Brons       | 3de plaats                      |
| Groen       | 4de en 5de plaats               |
| Lichtblauw  | 6de–10de plaats                 |
| Donkerblauw | Gefinisht (buiten de Top 10)    |
| Paars       | Niet gefinisht                  |
| Rood        | Niet gekwalificeerd (DNQ)       |
| Bruin       | Teruggetrokken (Wth)            |
| Zwart       | Gediskwalificeerd (DSQ)         |
| Wit         | Niet Gestart (DNS)              |
| Blank       | Nam geen deel aan de race (DNP) |
| Blank       | Niet geracet                    |

| Toegevoegde info    |                                                      |
| vet                 | Pole positie (1 punt)                                |
| cursief             | Snelste ronde                                        |
| *                   | Meeste ronden aan de leiding (2 punten)              |
| 1                   | Kwalificatie geannuleerd geen bonuspunten uitgedeeld |
| Rookie van het Jaar |                                                      |
| Rookie              |                                                      |

| Positie | 1  | 2  | 3  | 4  | 5  | 6 | 7 | 8 | 9 | 10 | 11 | 12 |
| ------- | -- | -- | -- | -- | -- | - | - | - | - | -- | -- | -- |
| Punten  | 20 | 16 | 14 | 12 | 10 | 8 | 6 | 5 | 4 | 3  | 2  | 1  |

1986 ·
1987 ·
1988 ·
1989 ·
1990 ·
1991 ·
1992 ·
1993 ·
1994 ·
1995 ·
1996 ·
1997 · 
1998 ·
1999 ·
2000 ·
2001 ·
2002 ·
2003 ·
2004 ·
2005 ·
2006 ·
2007 ·
2008 ·
2009 ·
2010 ·
2011 ·
2012 ·
2013 ·
2014 ·
2015 ·
2016 ·
2017 ·
2018 ·
2019 ·
2020 ·
2021 ·
2022 ·
2023 ·
2024 ·
2025

Lijst van coureurs